# 2015-ös Clausura mexikói labdarúgó-bajnokság (első osztály)
A mexikói labdarúgó-bajnokság első osztályának 2015-ös Clausura szezonja 18 csapat részvételével 2015. január 9-től május 31-ig tartott. A bajnokságot a torreóni Santos Laguna nyerte meg, amelynek ez volt az 5. győzelme. A második helyen a története során először döntőbe jutó Querétaro végzett, a bajnoksággal párhuzamosan zajló kupát a Puebla hódította el, a másodosztályba a Leones Negros esett ki. A gólkirály 10 góllal holtversenyben a Veracruz játékosa, Julio César Furch és a monterreyi Dorlan Pabón lett.

## Előzmények
Az előző szezont, a 2014-es Aperturát az América nyerte meg. Mivel ez egy Apertura szezon volt, ezért kieső és feljutó csapat nem volt.

## Csapatok
| Csapat                       | Város              | Állam              | Stadion                | Edző (a szezon elején)  |
| ---------------------------- | ------------------ | ------------------ | ---------------------- | ----------------------- |
| América                      | Mexikóváros        | Szövetségi kerület | Azteca                 | Gustavo Matosas         |
| Atlas                        | Guadalajara        | Jalisco            | Jalisco                | Tomás Boy               |
| Chiapas                      | Tuxtla Gutiérrez   | Chiapas            | Víctor Manuel Reyna    | Sergio Bueno            |
| Cruz Azul                    | Mexikóváros        | Szövetségi Kerület | Azul                   | Luis Fernando Tena      |
| Guadalajara                  | Guadalajara        | Jalisco            | Omnilife               | José Manuel de la Torre |
| León                         | León               | Guanajuato         | León                   | Juan Antonio Pizzi      |
| Leones Negros                | Guadalajara        | Jalisco            | Jalisco                | Alfonso Sosa            |
| Monarcas Morelia             | Morelia            | Michoacán          | Morelos                | Ángel Comizzo           |
| Monterrey                    | Monterrey          | Új-León            | Tecnológico            | Carlos Leonardo Barra   |
| Pachuca                      | Pachuca de Soto    | Hidalgo            | Hidalgo                | Diego Alonso            |
| Puebla                       | Puebla de Zaragoza | Puebla             | Cuauhtémoc             | José Guadalupe Cruz     |
| Pumas (Universidad Nacional) | Mexikóváros        | Szövetségi Kerület | Olímpico Universitario | Guillermo Vázquez       |
| Querétaro                    | Querétaro          | Querétaro          | Corregidora            | Ignacio Ambriz          |
| Santos Laguna                | Torreón            | Coahuila           | TSM Corona             | Pedro Caixinha          |
| Tigres                       | Monterrey          | Új-León            | Universitario          | Ricardo Ferretti        |
| Tijuana                      | Tijuana            | Alsó-Kalifornia    | Caliente               | Daniel Guzmán           |
| Toluca                       | Toluca de Lerdo    | México             | Nemesio Díez           | José Saturnino Cardozo  |
| Veracruz                     | Veracruz           | Veracruz           | Luis de la Fuente      | Carlos Reinoso          |

## Az alapszakasz végeredménye
Az alapszakasz 17 fordulóból állt, az első nyolc jutott be a rájátszásba.
| #   | Csapat            | M  | GY | D | V  | G+ – G– | GK  | P  | Megjegyzések |
| --- | ----------------- | -- | -- | - | -- | ------- | --- | -- | ------------ |
| 1.  | Tigres            | 17 | 9  | 2 | 6  | 23–15   | +8  | 29 |              |
| 2.  | América           | 17 | 8  | 5 | 4  | 21–18   | +3  | 29 |              |
| 3.  | Veracruz          | 17 | 7  | 7 | 3  | 28–18   | +10 | 28 |              |
| 4.  | Atlas             | 17 | 8  | 4 | 5  | 20–21   | −1  | 28 |              |
| 5.  | Guadalajara       | 17 | 7  | 5 | 5  | 20–16   | +4  | 26 |              |
| 6.  | Querétaro         | 17 | 8  | 2 | 7  | 25–23   | +2  | 26 |              |
| 7.  | Pachuca           | 17 | 7  | 4 | 6  | 25–21   | +4  | 25 |              |
| 8.  | Santos (B)        | 17 | 7  | 4 | 6  | 24–21   | +3  | 25 |              |
| 9.  | Cruz Azul         | 17 | 7  | 4 | 6  | 14–14   | 0   | 25 |              |
| 10. | Toluca            | 17 | 6  | 6 | 5  | 20–18   | +2  | 24 |              |
| 11. | Tijuana           | 17 | 7  | 3 | 7  | 30–30   | 0   | 24 |              |
| 12. | Monterrey         | 17 | 7  | 3 | 7  | 24–27   | −3  | 24 |              |
| 13. | Pumas             | 17 | 6  | 4 | 7  | 22–27   | −5  | 22 |              |
| 14. | Puebla (KGY)      | 17 | 5  | 5 | 7  | 21–20   | +1  | 20 |              |
| 15. | Chiapas           | 17 | 5  | 5 | 7  | 21–30   | −9  | 20 |              |
| 16. | Leones Negros (K) | 17 | 5  | 3 | 9  | 13–19   | −6  | 18 |              |
| 17. | León              | 17 | 4  | 4 | 9  | 27–32   | −5  | 16 |              |
| 18. | Morelia           | 17 | 3  | 4 | 10 | 17–25   | −8  | 13 |              |

Utolsó frissítés: 2015. május 11. 
Forrás: A bajnokság hivatalos honlapja 
A rangsorolás alapszabályai: 1. összpontszám, 2. egymás elleni eredmények összpontszáma, 3. gólkülönbség, 4. szerzett gólok száma.
(B): Bajnokcsapat, (K): Kieső csapat, (F): Feljutó csapat, (I): Kupainduló, (R): A rájátszás győztese, (KGY): Kupagyőztes

## Rájátszás
A döntő kivételével az a szabály, hogy ha a két meccs összesítve döntetlen, és az idegenbeli gól is egyenlő, akkor nincs hosszabbítás és tizenegyespárbaj, hanem az a csapat jut tovább, amelyik az alapszakaszban jobb helyen végzett.
A negyeddöntők első mérkőzéseit május 13-án és 14-én, a visszavágókat 16-án és 17-én játszották, az elődöntőkre május 21-én és 24-én került sor. A döntő első mérkőzése május 28-án, a visszavágó 31-én volt.
|  | Negyeddöntők  | Negyeddöntők  | Negyeddöntők | Negyeddöntők | Negyeddöntők |   |               | Elődöntők     | Elődöntők | Elődöntők | Elődöntők | Elődöntők |  |  | Döntő | Döntő | Döntő | Döntő | Döntő |  |
|  |               |               |              |              |              |   |               |               |           |           |           |           |  |  |       |       |       |       |       |  |
|  | Santos Laguna | Santos Laguna | 1            | 1            | 2            |   |               |               |           |           |           |           |  |  |       |       |       |       |       |  |
|  | Santos Laguna | Santos Laguna | 1            | 1            | 2            |   |               |               |           |           |           |           |  |  |       |       |       |       |       |  |
|  | Tigres        | Tigres        | 1            | 0            | 1            |   |               |               |           |           |           |           |  |  |       |       |       |       |       |  |
|  | Tigres        | Tigres        | 1            | 0            | 1            |   | Santos Laguna | Santos Laguna | 0         | 3         | 3         |           |  |  |       |       |       |       |       |  |
|  |               |               |              |              |              |   | Santos Laguna | Santos Laguna | 0         | 3         | 3         |           |  |  |       |       |       |       |       |  |
|  |               |               | Guadalajara  | Guadalajara  | 0            | 0 | 0             |               |           |           |           |           |  |  |       |       |       |       |       |  |
|  | Guadalajara   | Guadalajara   | Guadalajara  | Guadalajara  | 0            | 0 | 0             | 0             | 4         | 4         |           |           |  |  |       |       |       |       |       |  |
|  | Guadalajara   | Guadalajara   |              |              |              |   |               |               |           | 4         |           |           |  |  |       |       |       |       |       |  |
|  | Atlas         | Atlas         | 0            | 1            | 1            |   |               |               |           |           |           |           |  |  |       |       |       |       |       |  |
|  | Atlas         | Atlas         | 0            | 1            | 1            |   | Santos Laguna | Santos Laguna | 5         | 0         | 5         |           |  |  |       |       |       |       |       |  |
|  |               |               |              |              |              |   |               |               |           |           |           |           |  |  |       |       |       |       |       |  |
|  |               |               | Querétaro    | Querétaro    | 0            | 3 | 3             |               |           |           |           |           |  |  |       |       |       |       |       |  |
|  | Pachuca       | Pachuca       | Querétaro    | Querétaro    | 0            | 3 | 3             | 3             | 4         | 7         |           |           |  |  |       |       |       |       |       |  |
|  | Pachuca       | Pachuca       |              |              |              |   |               |               |           | 7         |           |           |  |  |       |       |       |       |       |  |
|  | América       | América       | 2            | 3            | 5            |   |               |               |           |           |           |           |  |  |       |       |       |       |       |  |
|  | América       | América       | 2            | 3            | 5            |   | Pachuca       | Pachuca       | 2         | 0         | 2         |           |  |  |       |       |       |       |       |  |
|  |               |               |              |              |              |   | Pachuca       | Pachuca       | 2         | 0         | 2         |           |  |  |       |       |       |       |       |  |
|  |               |               | Querétaro    | Querétaro    | 0            | 2 | 2             |               |           |           |           |           |  |  |       |       |       |       |       |  |
|  | Querétaro     | Querétaro     | Querétaro    | Querétaro    | 0            | 2 | 2             | 2             | 2         | 4         |           |           |  |  |       |       |       |       |       |  |
|  | Querétaro     | Querétaro     |              |              |              |   |               |               |           | 4         |           |           |  |  |       |       |       |       |       |  |
|  | Veracruz      | Veracruz      | 1            | 2            | 3            |   |               |               |           |           |           |           |  |  |       |       |       |       |       |  |

## Együttható-táblázat
Az együttható-táblázat a csapatok (a jelenlegit is beleszámítva) utolsó hat első osztályú szezonjának alapszakaszában elért pontok átlagát tartalmazza négy tizedesre kerekítve, de ha egy csapat időközben volt másodosztályú is, akkor az az előtti időszak eredményei nincsenek benne. A szezon végén ez alapján a táblázat alapján dőlt el, hogy a Leones Negros esett ki a másodosztályba. Mivel együtthatójuk egyenlő volt a Puebláéval, ezért azoknak a szezonoknak az összesített gólkülönbsége döntött, amelyben ez a két csapat egyaránt szerepelt. A Puebla gólkülönbsége ezekben a szezonokban -5, a Leones Negrosé pedig -12 volt, ezért ők estek ki.
| Csapat        | Összpontszám | Mérkőzések | Együttható |
| ------------- | ------------ | ---------- | ---------- |
| América       | 185          | 102        | 1,8137     |
| Cruz Azul     | 166          | 102        | 1,6275     |
| Toluca        | 164          | 102        | 1,6078     |
| Tigres        | 162          | 102        | 1,5882     |
| Santos        | 158          | 102        | 1,5490     |
| Tijuana       | 145          | 102        | 1,4216     |
| Monterrey     | 140          | 102        | 1,3725     |
| León          | 140          | 102        | 1,3725     |
| Atlas         | 136          | 102        | 1,3333     |
| Pumas         | 134          | 102        | 1,3137     |
| Querétaro     | 133          | 102        | 1,3039     |
| Pachuca       | 132          | 102        | 1,2941     |
| Morelia       | 128          | 102        | 1,2549     |
| Chiapas       | 127          | 102        | 1,2451     |
| Veracruz      | 79           | 68         | 1,1618     |
| Guadalajara   | 114          | 102        | 1,1176     |
| Puebla        | 105          | 102        | 1,0294     |
| Leones Negros | 35           | 34         | 1,0294     |

## Eredmények

### Alapszakasz

#### Fordulónként

##### 1. forduló
| Dátum (mexikói idő) | Mérkőzés                  | Eredmény |
| ------------------- | ------------------------- | -------- |
| 2015. január 9.     | Santos – Veracruz         | 1–2      |
| 2015. január 9.     | Morelia – Toluca          | 0–0      |
| 2015. január 10.    | América – León            | 3–2      |
| 2015. január 10.    | Puebla – Tijuana          | 2–1      |
| 2015. január 10.    | Tigres – Atlas            | 0–1      |
| 2015. január 10.    | Pachuca – Cruz Azul       | 0–1      |
| 2015. január 10.    | Chiapas – Guadalajara     | 2–1      |
| 2015. január 11.    | Pumas – Querétaro         | 1–1      |
| 2015. január 11.    | Leones Negros – Monterrey | 1–0      |

##### 2. forduló
| Dátum (mexikói idő) | Mérkőzés                  | Eredmény |
| ------------------- | ------------------------- | -------- |
| 2015. január 16.    | Querétaro – Leones Negros | 1–0      |
| 2015. január 16.    | Tijuana – América         | 1–0      |
| 2015. január 16.    | Veracruz – Puebla         | 3–1      |
| 2015. január 17.    | Cruz Azul – Santos        | 1–0      |
| 2015. január 17.    | Monterrey – Pachuca       | 1–0      |
| 2015. január 17.    | León – Tigres             | 0–1      |
| 2015. január 17.    | Atlas – Morelia           | 2–1      |
| 2015. január 18.    | Toluca – Chiapas          | 3–0      |
| 2015. január 18.    | Guadalajara – Pumas       | 2–1      |

##### 3. forduló
| Dátum (mexikói idő) | Mérkőzés                    | Eredmény |
| ------------------- | --------------------------- | -------- |
| 2015. január 23.    | Morelia – León              | 0–0      |
| 2015. január 23.    | Veracruz – Cruz Azul        | 0–0      |
| 2015. január 23.    | Santos – Monterrey          | 4–1      |
| 2015. január 24.    | América – Puebla            | 0–0      |
| 2015. január 24.    | Tigres – Tijuana            | 1–2      |
| 2015. január 24.    | Pachuca – Querétaro         | 2–1      |
| 2015. január 24.    | Chiapas – Atlas             | 3–1      |
| 2015. január 25.    | Pumas – Toluca              | 3–2      |
| 2015. január 25.    | Leones Negros – Guadalajara | 1–1      |

##### 4. forduló
| Dátum (mexikói idő) | Mérkőzés               | Eredmény |
| ------------------- | ---------------------- | -------- |
| 2015. január 30.    | Querétaro – Santos     | 0–1      |
| 2015. január 30.    | Tijuana – Morelia      | 4–2      |
| 2015. január 31.    | Puebla – Cruz Azul     | 0–0      |
| 2015. január 31.    | América – Tigres       | 1–0      |
| 2015. január 31.    | Monterrey – Veracruz   | 1–1      |
| 2015. január 31.    | Guadalajara – Pachuca  | 1–0      |
| 2015. január 31.    | León – Chiapas         | 1–1      |
| 2015. január 31.    | Atlas – Pumas          | 1–1      |
| 2015. február 1.    | Toluca – Leones Negros | 3–1      |

##### 5. forduló
| Dátum (mexikói idő) | Mérkőzés              | Eredmény |
| ------------------- | --------------------- | -------- |
| 2015. február 6.    | Morelia – América     | 2–2      |
| 2015. február 6.    | Veracruz – Querétaro  | 1–1      |
| 2015. február 6.    | Santos – Guadalajara  | 1–0      |
| 2015. február 7.    | Cruz Azul – Monterrey | 1–0      |
| 2015. február 7.    | Tigres – Puebla       | 1–0      |
| 2015. február 7.    | Pachuca – Toluca      | 1–1      |
| 2015. február 7.    | Chiapas – Tijuana     | 2–2      |
| 2015. február 8.    | Pumas – León          | 1–3      |
| 2015. február 8.    | Leones Negros – Atlas | 0–2      |

##### 6. forduló
| Dátum (mexikói idő) | Mérkőzés               | Eredmény |
| ------------------- | ---------------------- | -------- |
| 2015. február 13.   | Querétaro – Cruz Azul  | 1–2      |
| 2015. február 13.   | Tijuana – Pumas        | 3–0      |
| 2015. február 14.   | Puebla – Monterrey     | 2–0      |
| 2015. február 14.   | América – Chiapas      | 5–0      |
| 2015. február 14.   | Tigres – Morelia       | 1–0      |
| 2015. február 14.   | León – Leones Negros   | 2–1      |
| 2015. február 14.   | Atlas – Pachuca        | 1–3      |
| 2015. február 15.   | Toluca – Santos        | 2–2      |
| 2015. február 15.   | Guadalajara – Veracruz | 0–0      |

##### 7. forduló
| Dátum (mexikói idő) | Mérkőzés                | Eredmény |
| ------------------- | ----------------------- | -------- |
| 2015. február 20.   | Morelia – Puebla        | 1–2      |
| 2015. február 20.   | Veracruz – Toluca       | 3–0      |
| 2015. február 20.   | Santos – Atlas          | 0–1      |
| 2015. február 21.   | Cruz Azul – Guadalajara | 1–2      |
| 2015. február 21.   | Monterrey – Querétaro   | 2–1      |
| 2015. február 21.   | Pachuca – León          | 2–1      |
| 2015. február 21.   | Chiapas – Tigres        | 1–0      |
| 2015. február 22.   | Pumas – América         | 0–1      |
| 2015. február 22.   | Leones Negros – Tijuana | 0–1      |

##### 8. forduló
| Dátum (mexikói idő) | Mérkőzés                | Eredmény |
| ------------------- | ----------------------- | -------- |
| 2015. február 27.   | Morelia – Chiapas       | 3–2      |
| 2015. február 27.   | Tijuana – Pachuca       | 3–2      |
| 2015. február 28.   | Puebla – Querétaro      | 4–1      |
| 2015. február 28.   | América – Leones Negros | 0–1      |
| 2015. február 28.   | Tigres – Pumas          | 3–0      |
| 2015. február 28.   | León – Santos           | 2–1      |
| 2015. február 28.   | Atlas – Veracruz        | 0–3      |
| 2015. március 1.    | Toluca – Cruz Azul      | 1–0      |
| 2015. március 1.    | Guadalajara – Monterrey | 3–0      |

##### 9. forduló
| Dátum (mexikói idő) | Mérkőzés                | Eredmény |
| ------------------- | ----------------------- | -------- |
| 2015. március 6.    | Veracruz – León         | 1–0      |
| 2015. március 6.    | Querétaro – Guadalajara | 1–0      |
| 2015. március 7.    | Cruz Azul – Atlas       | 1–1      |
| 2015. március 7.    | Santos – Tijuana        | 1–1      |
| 2015. március 7.    | Monterrey – Toluca      | 3–2      |
| 2015. március 7.    | Pachuca – América       | 0–0      |
| 2015. március 7.    | Chiapas – Puebla        | 2–2      |
| 2015. március 8.    | Pumas – Morelia         | 2–1      |
| 2015. március 8.    | Leones Negros – Tigres  | 2–1      |

##### 10. forduló
| Dátum (mexikói idő) | Mérkőzés                | Eredmény |
| ------------------- | ----------------------- | -------- |
| 2015. március 13.   | Morelia – Leones Negros | 0–1      |
| 2015. március 13.   | Tijuana – Veracruz      | 3–1      |
| 2015. március 14.   | Puebla – Guadalajara    | 1–2      |
| 2015. március 14.   | América – Santos        | 1–0      |
| 2015. március 14.   | Tiges – Pachuca         | 2–1      |
| 2015. március 14.   | León – Cruz Azul        | 2–2      |
| 2015. március 14.   | Atlas – Monterrey       | 2–1      |
| 2015. március 14.   | Chiapas – Pumas         | 0–2      |
| 2015. március 15.   | Toluca – Querétaro      | 1–0      |

##### 11. forduló
| Dátum (mexikói idő) | Mérkőzés                | Eredmény |
| ------------------- | ----------------------- | -------- |
| 2015. március 20.   | Querétaro – Atlas       | 2–0      |
| 2015. március 20.   | Veracruz – América      | 4–0      |
| 2015. március 20.   | Santos – Tigres         | 2–2      |
| 2015. március 21.   | Cruz Azul – Tijuana     | 2–1      |
| 2015. március 21.   | Monterrey – León        | 5–1      |
| 2015. március 21.   | Pachuca – Morelia       | 2–0      |
| 2015. március 21.   | Leones Negros – Chiapas | 0–1      |
| 2015. március 22.   | Pumas – Puebla          | 2–1      |
| 2015. március 22.   | Guadalajara – Toluca    | 1–0      |

##### 12. forduló
| Dátum (mexikói idő) | Mérkőzés              | Eredmény |
| ------------------- | --------------------- | -------- |
| 2015. április 3.    | Morelia – Santos      | 0–1      |
| 2015. április 4.    | Puebla – Toluca       | 0–1      |
| 2015. április 4.    | América – Cruz Azul   | 1–0      |
| 2015. április 4.    | Chiapas – Pachuca     | 2–2      |
| 2015. április 4.    | Tigres – Veracruz     | 3–1      |
| 2015. április 4.    | Tijuana – Monterrey   | 3–4      |
| 2015. április 4.    | León – Querétaro      | 4–5      |
| 2015. április 4.    | Atlas – Guadalajara   | 1–1      |
| 2015. április 5.    | Pumas – Leones Negros | 2–0      |

##### 13. forduló
| Dátum (mexikói idő) | Mérkőzés               | Eredmény |
| ------------------- | ---------------------- | -------- |
| 2015. április 10.   | Querétaro – Tijuana    | 2–1      |
| 2015. április 10.   | Veracruz – Morelia     | 1–1      |
| 2015. április 10.   | Santos – Chiapas       | 4–3      |
| 2015. április 11.   | Cruz Azul – Tigres     | 2–0      |
| 2015. április 11.   | Monterrey – América    | 1–1      |
| 2015. április 11.   | Pachuca – Pumas        | 3–1      |
| 2015. április 11.   | Leones Negros – Puebla | 1–1      |
| 2015. április 12.   | Toluca – Atlas         | 0–0      |
| 2015. április 12.   | Guadalajara – León     | 1–0      |

##### 14. forduló
| Dátum (mexikói idő) | Mérkőzés                | Eredmény |
| ------------------- | ----------------------- | -------- |
| 2015. április 17.   | Morelia – Cruz Azul     | 2–0      |
| 2015. április 17.   | Tijuana – Guadalajara   | 1–1      |
| 2015. április 17.   | Chiapas – Veracruz      | 1–1      |
| 2015. április 18.   | Puebla – Atlas          | 0–1      |
| 2015. április 18.   | América – Querétaro     | 0–4      |
| 2015. április 18.   | Tigres – Monterrey      | 3–0      |
| 2015. április 18.   | León – Toluca           | 1–1      |
| 2015. április 19.   | Pumas – Santos          | 1–0      |
| 2015. április 19.   | Leones Negros – Pachuca | 1–1      |

##### 15. forduló
| Dátum (mexikói idő) | Mérkőzés               | Eredmény |
| ------------------- | ---------------------- | -------- |
| 2015. április 24.   | Querétaro – Tigres     | 1–3      |
| 2015. április 24.   | Veracruz – Pumas       | 3–3      |
| 2015. április 24.   | Santos – Leones Negros | 1–0      |
| 2015. április 25.   | Cruz Azul – Chiapas    | 0–1      |
| 2015. április 25.   | Monterrey – Morelia    | 1–0      |
| 2015. április 25.   | Pachuca – Puebla       | 2–1      |
| 2015. április 25.   | Atlas – León           | 3–2      |
| 2015. április 26.   | Toluca – Tijuana       | 2–0      |
| 2015. április 26.   | Guadalajara – América  | 1–1      |

##### 16. forduló
| Dátum (mexikói idő) | Mérkőzés                 | Eredmény |
| ------------------- | ------------------------ | -------- |
| 2015. május 1.      | Morelia – Querétaro      | 1–2      |
| 2015. május 1.      | Tijuana – Atlas          | 1–2      |
| 2015. május 2.      | Puebla – León            | 2–0      |
| 2015. május 2.      | Tigres – Guadalajara     | 2–1      |
| 2015. május 2.      | América – Toluca         | 3–1      |
| 2015. május 2.      | Pachuca – Santos         | 2–3      |
| 2015. május 2.      | Chiapas – Monterrey      | 0–2      |
| 2015. május 3.      | Pumas – Cruz Azul        | 0–1      |
| 2015. május 3.      | Leones Negros – Veracruz | 1–2      |

##### 17. forduló
| Dátum (mexikói idő) | Mérkőzés                  | Eredmény |
| ------------------- | ------------------------- | -------- |
| 2015. május 8.      | Querétaro – Chiapas       | 1–0      |
| 2015. május 8.      | Veracruz – Pachuca        | 1–2      |
| 2015. május 9.      | Monterrey – Pumas         | 2–2      |
| 2015. május 9.      | León – Tijuana            | 6–2      |
| 2015. május 9.      | Santos – Puebla           | 2–2      |
| 2015. május 9.      | Cruz Azul – Leones Negros | 0–2      |
| 2015. május 9.      | Atlas – América           | 1–2      |
| 2015. május 10.     | Toluca – Tigres           | 0–0      |
| 2015. május 10.     | Guadalajara – Morelia     | 2–3      |

#### Kereszttábla
| Hazai \ Vendég1 | AMÉ | ATL | CHI | CRZ | GUA | LEÓ | LEN | MTY | MOR | PAC | PUE | PUM | QUE | SAN | TIG | TIJ | TOL | VER |
| América         |     |     | 5–0 | 1–0 |     | 3–2 | 0–1 |     |     |     | 0–0 |     | 0–4 | 1–0 | 1–0 |     | 3–1 |     |
| Atlas           | 1–2 |     |     |     | 1–1 | 3–2 |     | 2–1 | 2–1 | 1–3 |     | 1–1 |     |     |     |     |     | 0–3 |
| Chiapas         |     | 3–1 |     |     | 2–1 |     |     | 0–2 |     | 2–2 | 2–2 | 0–2 |     |     | 1–0 | 2–2 |     | 1–1 |
| Cruz Azul       |     | 1–1 | 0–1 |     | 1–2 |     | 0–2 | 1–0 |     |     |     |     |     | 1–0 | 2–0 | 2–1 |     |     |
| Guadalajara     | 1–1 |     |     |     |     | 1–0 |     | 3–0 | 2–3 | 1–0 |     | 2–1 |     |     |     |     | 1–0 | 0–0 |
| León            |     |     | 1–1 | 2–2 |     |     | 2–1 |     |     |     |     |     | 4–5 | 2–1 | 0–1 | 6–2 | 1–1 |     |
| Leones Negros   |     | 0–2 | 0–1 |     | 1–1 |     |     | 1–0 |     | 1–1 | 1–1 |     |     |     | 2–1 | 0–1 |     | 1–2 |
| Monterrey       | 1–1 |     |     |     |     | 5–1 |     |     | 1–0 | 1–0 |     | 2–2 | 2–1 |     |     |     | 3–2 | 1–1 |
| Morelia         | 2–2 |     | 3–2 | 2–0 |     | 0–0 | 0–1 |     |     |     | 1–2 |     | 1–2 | 0–1 |     |     | 0–0 |     |
| Pachuca         | 0–0 |     |     | 0–1 |     | 2–1 |     |     | 2–0 |     | 2–1 | 3–1 | 2–1 | 2–3 |     |     | 1–1 |     |
| Puebla          |     | 0–1 |     | 0–0 | 1–2 | 2–0 |     | 2–0 |     |     |     |     | 4–1 |     |     | 2–1 | 0–1 |     |
| Pumas           | 0–1 |     |     | 0–1 |     | 1–3 | 2–0 |     | 2–1 |     | 2–1 |     | 1–1 | 1–0 |     |     | 3–2 |     |
| Querétaro       |     | 2–0 | 1–0 | 1–2 | 1–0 |     | 1–0 |     |     |     |     |     |     | 0–1 | 1–3 | 2–1 |     |     |
| Santos          |     | 0–1 | 4–3 |     | 1–0 |     | 1–0 | 4–1 |     |     | 2–2 |     |     |     | 2–2 | 1–1 |     | 1–2 |
| Tigres          |     | 0–1 |     |     | 2–1 |     |     | 3–0 | 1–0 | 2–1 | 1–0 | 3–0 |     |     |     | 1–2 |     | 3–1 |
| Tijuana         | 1–0 | 1–2 |     |     | 1–1 |     |     | 3–4 | 4–2 | 3–2 |     | 3–0 |     |     |     |     |     | 3–1 |
| Toluca          |     | 0–0 | 3–0 | 1–0 |     |     | 3–1 |     |     |     |     |     | 1–0 | 2–2 | 0–0 | 2–0 |     |     |
| Veracruz        | 4–0 |     |     | 0–0 |     | 1–0 |     |     | 1–1 | 1–2 | 3–1 | 3–3 | 1–1 |     |     |     | 3–0 |     |

Utolsó felvett mérkőzés dátuma: 2015. május 10. 
Forrás: A bajnokság hivatalos honlapja 
1A hazai csapatok a bal oldali oszlopban szerepelnek.
Színek: Zöld = hazai győzelem; Sárga = döntetlen; Piros = vendéggyőzelem.
 

## Góllövőlista
Az alábbi lista a legalább 4 gólt szerző játékosokat tartalmazza.
- 10 gólos:
  -  Dorlan Pabón (Monterrey)
  -  Julio César Furch (Veracruz)
- 9 gólos:
  -  Matías Alustiza (Puebla)
- 8 gólos:
  -  Dayro Moreno (Tijuana)
- 7 gólos:
  -  Avilés Hurtado (Chiapas)
  -  Marco Fabián (Guadalajara)
  -  Ismael Sosa (Pumas)
  -  Néstor Calderón (Santos)
  -  Rafael Sóbis (Tigres)
- 6 gólos:
  -  Oribe Peralta (América)
  -  Darío Benedetto (América)
  -  Omar Bravo (Guadalajara)
  -   Fidel Martínez (Leones Negros)
  -  Edwin Cardona (Monterrey)
  -  Erick Gutiérrez (Pachuca)
  -  Javier Orozco (Santos)
  -  Diego Hernán González (Santos)
  -  Joffre Guerrón (Tigres)
  -  Juan Arango (Tijuana)
  -  Leitón Jiménez (Veracruz)
- 5 gólos:
  -   Matías Vuoso (Chiapas)
  -  Eduardo Herrera (Pumas)
  -  Orbelín Pineda (Querétaro)
  -   Emanuel Villa (Querétaro)
  -  Ronaldinho (Querétaro)
  -  Andrés Rentería (Santos)
  -  Gabriel Hauche (Tijuana)
- 4 gólos:
  -  Pablo César Aguilar (América)
  -  Martín Barragán (Atlas)
  -  Ariel Nahuelpán (Pachuca)
  -  Germán Cano (Pachuca)
  -   Matías Britos (Pumas)
  -  Ángel Sepúlveda (Querétaro)
  -  Yasser Corona (Querétaro)
  -  Djaniny (Santos)
  -  Édgar Benítez (Toluca)
  -  Wilder Guisao (Toluca)
  -  Juan Ángel Albín (Veracruz)

## Sportszerűségi táblázat
A következő táblázat a csapatok játékosai által az alapszakasz során kapott lapokat tartalmazza. Egy kiállítást nem érő sárga lapért 1, egy kiállításért 3 pont jár. A csapatok növekvő pontsorrendben szerepelnek, így az első helyezett a legsportszerűbb közülük. Ha több csapat pontszáma, gólkülönbsége, összes és idegenben rúgott góljainak száma és a klubok együtthatója is egyenlő, egymás elleni eredményük pedig döntetlen, akkor helyezésüket a sportszerűségi táblázat alapján döntik el.
| Csapat           | Sárga lap | sárga lap · 2. sárga lap · kiállítva | kiállítva | Pontszám |
| ---------------- | --------- | ------------------------------------ | --------- | -------- |
| Chiapas Jaguar   | 30        | 2                                    | 0         | 36       |
| Tijuana          | 34        | 1                                    | 0         | 37       |
| Cruz Azul        | 26        | 1                                    | 3         | 38       |
| Veracruz         | 38        | 0                                    | 0         | 38       |
| CD Guadalajara   | 36        | 0                                    | 1         | 39       |
| Pachuca          | 31        | 2                                    | 1         | 40       |
| Querétaro        | 36        | 1                                    | 1         | 42       |
| León             | 25        | 2                                    | 4         | 43       |
| Pumas            | 30        | 4                                    | 1         | 45       |
| Tigres           | 40        | 1                                    | 1         | 46       |
| Monarcas Morelia | 38        | 0                                    | 3         | 47       |
| Puebla           | 42        | 1                                    | 1         | 48       |
| Monterrey        | 43        | 2                                    | 0         | 49       |
| Toluca           | 38        | 0                                    | 4         | 50       |
| Leones Negros    | 48        | 1                                    | 0         | 51       |
| América          | 41        | 1                                    | 3         | 53       |
| Atlas            | 47        | 1                                    | 1         | 53       |
| Santos Laguna    | 48        | 3                                    | 0         | 57       |